# 美國司法審查權

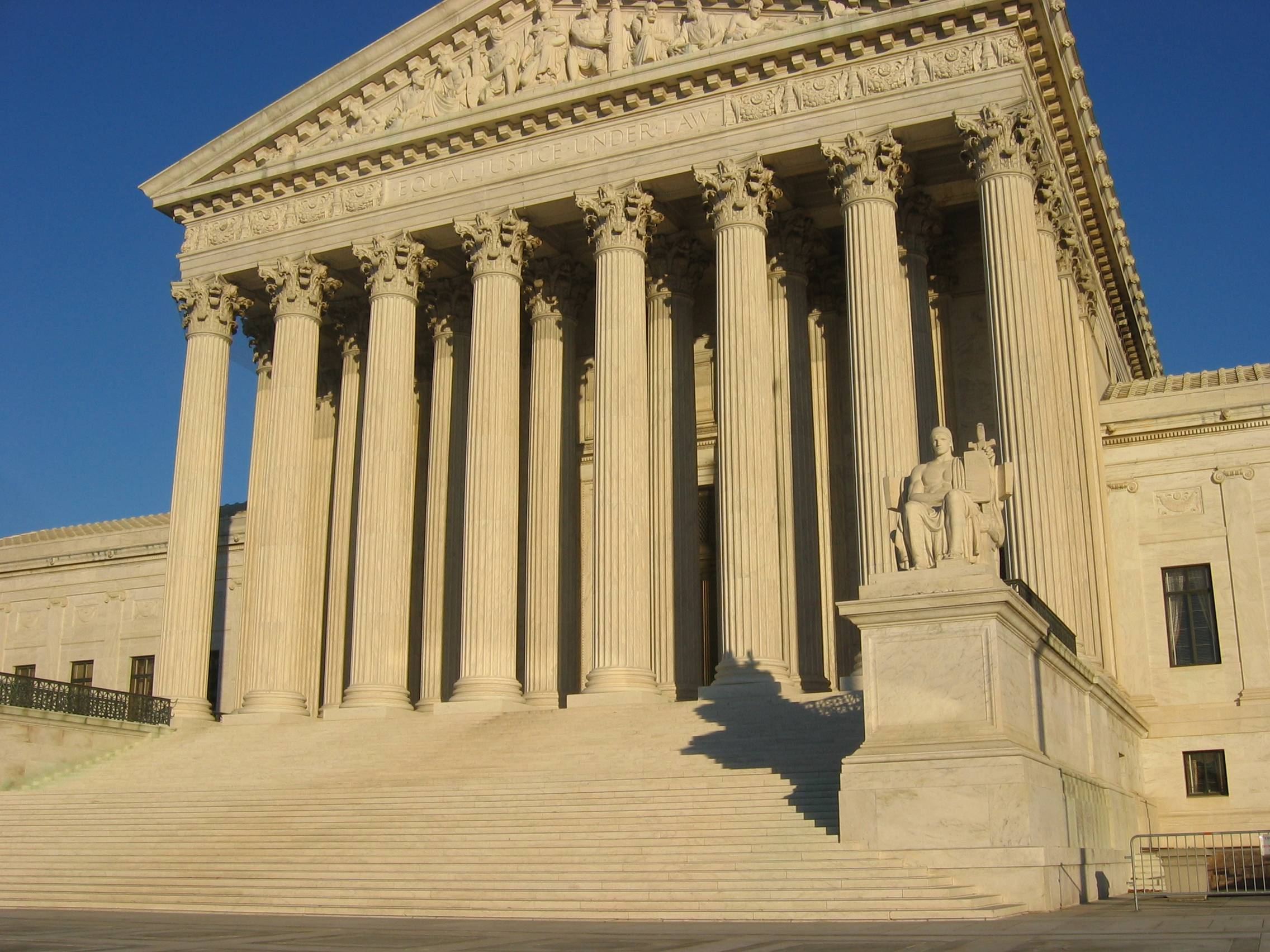
美國最高法院.

美國司法審查權是指美國司法機構有能力對法律內容實施司法覆核，並決定是否與現行的法規、條約或規矩相抵觸，乃至於違反現行美國憲法和美國州憲法的條文規定。儘管美國憲法沒有明確界定司法審查的權力，然而在參考憲法結構、相關規定以及歷史發展等因素後，使得美國司法審查權成為一個實質權威。

## 延伸閱讀
- Patrick, John J. (编). . . Oxford University Press. 2001: 348  [2015-02-04]. ISBN 978-0-19-514273-0. （原始内容存档于2016-05-03）.
- [谁？]. . . Princeton University Press. 1914.
- Wolfe, Christopher. . Rowman & Littlefield. 1994  [2015-02-04]. ISBN 978-0-8226-3026-5. （原始内容存档于2016-05-11）.